# ジェームズ・ジャッド
ジェームズ・ジャッド（James Judd, 1949年10月30日 - ）は、イギリスの指揮者。

## 来歴
イングランドのハートフォードシャー州に生まれる。1971年にトリニティ音楽院を卒業後、クリーブランド管弦楽団アシスタント指揮者に就任しロリン・マゼールに師事。ECユース管弦楽団（現在のEUユース管弦楽団）音楽副監督に就任しクラウディオ・アバドに師事。マゼール、アバドの下で助手を務め、ベルリン・フィルハーモニー管弦楽団、イスラエル・フィルハーモニー管弦楽団、ウィーン交響楽団、ライプツィヒ・ゲヴァントハウス管弦楽団、プラハ交響楽団、フランス国立管弦楽団、スイス・ロマンド管弦楽団、NHK交響楽団、ソウル市立交響楽団ほかとの共演多数。
1987年から2001年までフロリダ・フィルハーモニー管弦楽団音楽監督、フロリダ・グランド・オペラの芸術監督を歴任。1999年から2007年までニュージーランド交響楽団音楽監督、2016年から2022年までテジョン・フィルハーモニック管弦楽団音楽監督、2017年から2020年までスロヴァキア・フィルハーモニー管弦楽団首席指揮者の任にあった。。ヨーロッパ室内管弦楽団の創立者の1人でもある。特にフロリダ・フィルハーモニー管弦楽団とのウォルトン作品集、マーラーの交響曲第1番の録音はフランスのディアパゾン金賞を獲得している。2005年にはBBCプロムスに指揮者として登場。現在はニュージーランド交響楽団名誉音楽監督、EUユース管弦楽団名誉芸術監督、アジア・ユース・オーケストラ首席指揮者。